# Bon d'échange

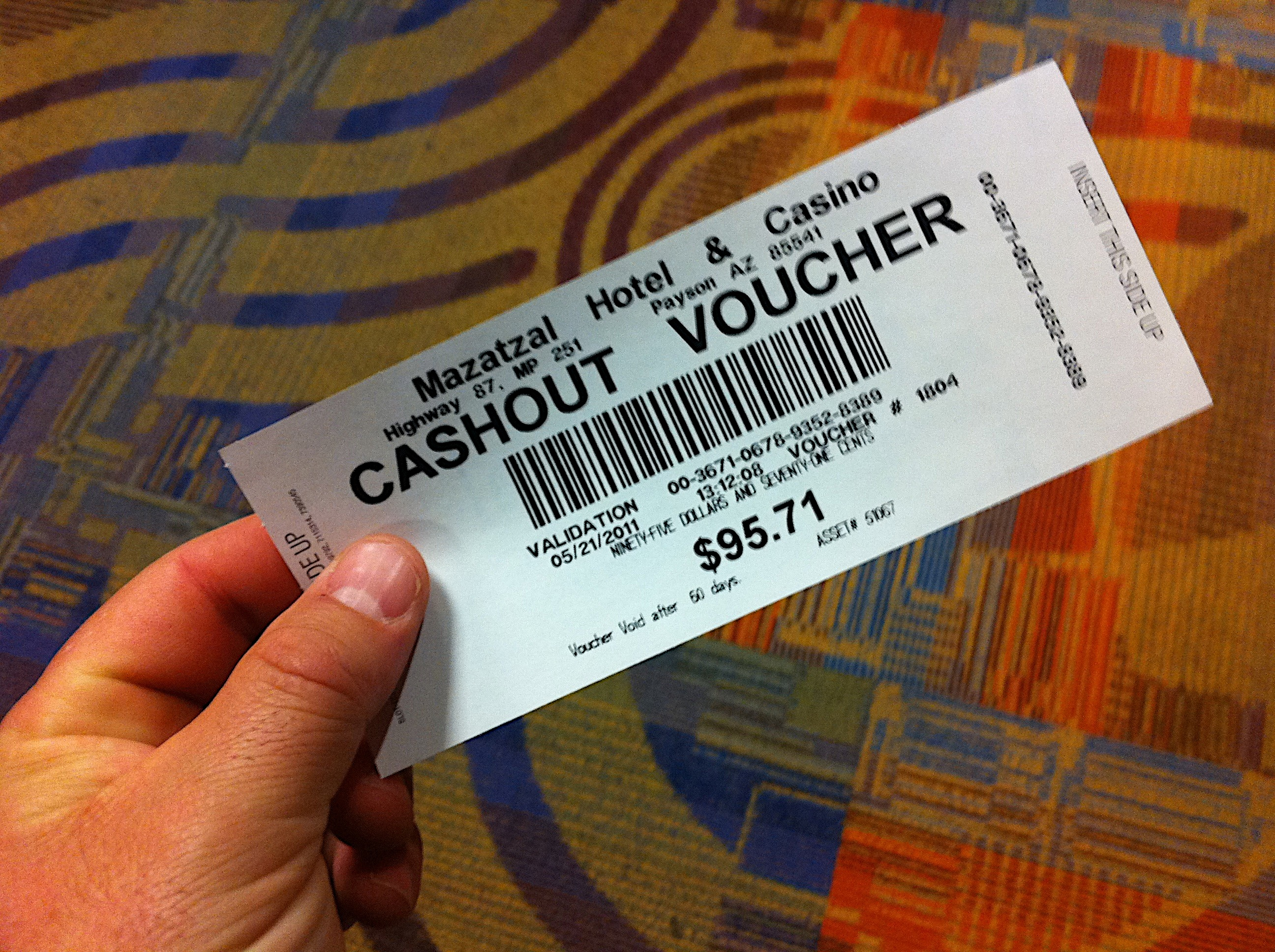
Voucher d'un hôtel/Casino

Un bon d'échange, aussi appelé voucher dans le domaine du tourisme notamment, est un titre échangeable contre une prestation hôtelière ou autre.
On le remet juste avant d'utiliser une prestation ou un service que l'on a donc réglé précédemment.
Un seul bon d'échange est utilisé par prestation, par exemple une location de voiture, une excursion, un séjour hôtelier, etc.
On en distingue quatre différents : simple, deposit, forfait et full credit.